# ГЕС Рукуе
ГЕС Рукуе (ісп. Central hidroeléctrica Rucúe) — гідроелектростанція в центральній частині Чилі у регіоні Біобіо (VIII Регіон). Знаходячись між ГЕС Антуко (вище за течією) та ГЕС Quilleco, входить до складу каскаду у сточищі річки Laja, яка дренує однойменне озеро та впадає праворуч у другу за довжиною річку країни Біобіо (досягає Тихого океану в місті Консепсьйон).
Долину Laja перекрили греблею довжиною понад 1 км, яка відводить ресурс до прокладеного по лівобережжю каналу. Він має довжину приблизно 18 км, включаючи ділянку акведука в 0,4 км, перекинуту над долиною річки Rucue (ліва притока Laja). Наприкінці канал переходить у водоводи довжиною 0,4 км, які подають ресурс до машинного залу, обладнаного двома турбінами типу Френсіс потужністю по 89 МВт, що працюють при напорі у 140 метрів.
Відпрацьована вода потрапляє в підвідний дериваційний канал наступної ГЕС (з якого в разі потреби може скидатись до річки).